# يوجينيا أبوستول
يوجينيا "إيجي" أبوستول (من مواليد 29 سبتمبر 1925) هي ناشرة فلبينية لعبت دورًا محوريًا في الإطاحة السلمية برئيسين فلبينيين هم فرديناند ماركوس عام 1986 وجوزيف استرادا عام 2001. حصلت على جائزة رامون ماجسايساي لعام 2006 للصحافة والأدب وفنون الاتصال الإبداعية. تقديراً لشجاعتها الصحفية التي تقدم الحقيقة في قلب النضال من أجل الحقوق الديمقراطية والحكومة الأفضل في الفلبين.
تزعم أبوستول أن زوجها كان المهندس المفضل لدى وزير الدفاع، ولذلك سُمح لها بإطلاق مجلة نسائية في وقت كان فيه فرديناند ماركوس يغلق العديد من المنشورات، ويسمح فقط للمطبوعات المؤيدة للحكومة بالعمل. وقد طلب ناشرو المجلة، وهم المديرون التنفيذيون السابقون لصحيفة مانيلا كرونيكل، مساعدة أبوستول في الحصول على شفاعة وزير الدفاع خوان بونس إنريل للموافقة على طلبهم للنشر. أصبحت أبوستول محررة مجلة رفيقة منزل المرأة، وهي أول مجلة نسائية للأحكام العرفية في الفلبين. تركت أبوستول المجلة في عام 1975 لإطلاق مجلة السيد والسيدة. وكان من بين مساهميها كريستينا بونس إنريل زوجة وزير الدفاع خوان بونس إنريل. عانت المجلة لسنوات قبل أن تحقق التوازن بسبب ازدحام سوق المجلات النسائية.
لم تكن أبوستول التي تبلغ من العمر الآن 81 عاماً، وصحفية ليتي خيمينيز ماغسانوك، التي كانت في منتصف الستينيات من عمرها، من المتحمسين للحرب في شبابهما. فقد كانتا من قدامى الكاتبات وكانا يكتبان في أقسام أسلوب الحياة في الصحف. ولكن أدى اغتيال المعارض بينينو أكينو عام 1983، إلى أشعل شرارة ثورة قوة الشعب، ما حفز أبوستول وماغسانوك على كسر حاجر الصمت الذي فرضته وسائل الإعلام المحلية حول حكم ماركوس القمعي. وفي أواخر عام 1985، توقفا تدريجياً عن إصدار نسخة خاصة من مجلة السيد والسيدة وأطلقا صحيفة "فيلبين ديلي إنكوايرر"، التي مهدت الطريق لنوع من التقارير الصحفية القاسية والمباشرة التي اختبرت حدود تسامح الدكتاتور وساعدت الفلبينيين على الفوز بحريتهم. أصبحت صحيفة "إنكوايرر" أكبر صحيفة في البلاد، ورغم انتقادها أحيانًا بسبب الإثارة، إلا أنها كانت ثابتة في تغطيتها للحكومة والانتقال الصعب في الفلبين إلى الديمقراطية.

## نشأتها
ولدت يوجينيا أبوستول في 29 سبتمبر 1925، والابنة الثانية بين ثمانية أطفال لطبيب وعضو في الجمعية الوطنية فرناندو باليستيروس دوران، وفيسينتا أوبسوم. عندما أعيد انتخاب والدها للجمعية الوطنية في عام 1936، انتقلت العائلة إلى العاصمة مانيلا، حيث التحقت أبوستول بكلية الروح القدس ، حيث أنهت المدرسة الابتدائية كمتفوقة في عام 1938. ومع الاحتلال الياباني لمانيلا في عام 1944، عادت العائلة إلى سورسوجون. أثناء البحث بين أنقاض منزلهم بعد معركة التحرير، أصيبت أبوستول البالغة من العمر 18 عامًا بشظايا عندما انفجرت قذيفة بازوكا غير مستخدمة. تخرجت أبوستول بامتياز مع مرتبة الشرف من جامعة سانتو توماس بدرجة البكالوريوس في الآداب والفلسفة في عام 1949.